# 47 Boötis
47 Boötis (k Boötis) é uma estrela na direção da Boötes. Possui uma ascensão reta de 15h 05m 25.89s e uma declinação de +48° 09′ 03.2″. Sua magnitude aparente é igual a 5.59. Considerando sua distância de 260 anos-luz em relação à Terra, sua magnitude absoluta é igual a 1.08. Pertence à classe espectral A1V.